# Ладвењак
Ладвењак је насељено место у саставу града Карловца, у Карловачкој жупанији, Република Хрватска.

## Историја
До територијалне реорганизације у Хрватској налазио се у саставу старе општине Карловац.

## Становништво
На попису становништва 2011. године, Ладвењак је имао 382 становника.

## Попис 1991.
На попису становништва 1991. године, насељено место Ладвењак је имало 509 становника, следећег националног састава:
| Попис 1991.‍ | Попис 1991.‍ | Попис 1991.‍ | Попис 1991.‍ | Попис 1991.‍ |
| ----------- | ----------- | ----------- | ----------- | ----------- |
|             |             |             |             |             |
| Хрвати      | Хрвати      |             | 506         | 99,41%      |
| Словенци    | Словенци    |             | 1           | 0,19%       |
| непознато   | непознато   |             | 2           | 0,39%       |
| укупно: 509 |             |             |             |             |